# Melinda May
Melinda Qiaolian May (también conocida como La Caballería) es un personaje ficticio que se originó en el Marvel Cinematic Universe antes de aparecer en Marvel Comics. El personaje, creado por Joss Whedon, Jed Whedon y Maurissa Tancharoen, apareció por primera vez en el episodio 1 de Agents of S.H.I.E.L.D. (24 de septiembre de 2013) y es interpretada por Ming-Na Wen.

## Historial de publicaciones
Melinda May hizo su debut en el cómic en S.H.I.E.L.D. Vol. 3 # 1 (febrero de 2015) de Mark Waid y Carlos Pacheco. 

## Biografía

### Serie de TV

#### Nueva Agente de S.H.I.E.L.D.
En la primera temporada, Melinda May es llevada al equipo del agente de S.H.I.E.L.D., Phil Coulson, recientemente resucitado, como piloto y agente de campo, para investigar a los superhumanos y otros fenómenos relacionados. Se muestra que está en una relación con su compañero agente Grant Ward. Coulson le dice a la agente Skye que May, durante una misión en Baréin en 2008, eliminó una amenaza sobrehumana y varios cómplices, salvando a un equipo de agentes de S.H.I.E.L.D., aunque una niña murió en el fuego cruzado. Dejada traumatizada por la experiencia, May se retiró del servicio de campo. Más tarde, se muestra que su trauma se está curando gradualmente. Ella también termina su relación con Ward. Desconocido para Skye y Coulson, May está monitoreando su conversación e informando a alguien más. Cuando comienza el Levantamiento de Hydra, May revela que ella sabía la verdad sobre la resurrección de Coulson y lo estaba monitoreando por orden del director Nick Fury, y Coulson se niega a confiar más en ella. Sintiéndose indeseada, se va, buscando descubrir la verdad detrás de la resurrección de Coulson. Ella encuentra la verdad y la trae de vuelta a Coulson. May más tarde incapacita a Ward, que era un agente doble para Hydra, y después del mentor de Ward, John Garrett muerto, va con el equipo al Playground para ayudar a reiniciar S.H.I.E.L.D., bajo la dirección del recién ascendido director Coulson.

#### Caída de S.H.I.E.L.D. Secuelas
En la segunda temporada, May es la suplente no oficial de Coulson. Más tarde conoce a su exmarido Andrew Garner. Cuando otra facción de S.H.I.E.L.D. liderada por Robert Gonzales emerge y ocupa su base, May ayuda a Coulson a escapar, pero luego acepta una posición en el directorio de Gonzales. Se revela que en 2008 en Baréin, la Inhumana Eva Belyakov y algunos pandilleros tomaron como rehén a un equipo de S.H.I.E.L.D. y a varios lugareños, y May ingresó al edificio que estaban utilizando para rescatar a los rehenes. Los encontró actuando fuera de lugar, y la atacaron, pero los derrotó y mató a Eva en una pelea, antes de descubrir que la hija de Eva, Katya, era la verdadera amenaza, después de haber tomado el control de los rehenes para alimentarse de su dolor. Cuando Katya mató a los bahreiníes que controlaba, May se vio obligada a matar a Katya. S.H.I.E.L.D. asumió que Eva era la amenaza y Katya fue atrapada en el fuego cruzado, y May fue elogiada por salvar al equipo de S.H.I.E.L.D. sin ayuda y recibió el sobrenombre de 'Caballería'. Sin embargo, ella se traumatizó profundamente; Su matrimonio con Garner también sufrió, lo que finalmente condujo al divorcio. Cuando las dos facciones de S.H.I.E.L.D. se unen, May se convierte en miembro del consejo de asesores de Coulson. Al final de la temporada, May toma un descanso de S.H.I.E.L.D. para estar con Garner.

#### Regreso a S.H.I.E.L.D.
En la tercera temporada, May ha estado de licencia de S.H.I.E.L.D. durante seis meses y está cuidando a su padre, quien resultó herido en un accidente automovilístico. Lance Hunter espera que May lo ayude a encontrar y matar a Ward que se escapa, y señala que sospecha que Ward estuvo detrás del accidente de su padre, pero May se está escondiendo de su vida en S.H.I.E.L.D. y las dificultades en sus relaciones con Garner y Coulson. May finalmente es convencida por su padre de que regresar a su vida de S.H.I.E.L.D. yendo con Hunter es lo mejor para ella, y los dos se van a infiltrar en las nuevas filas de Hydra. Más tarde se entera de que Garner es el asesino en serie inhumano Lash. May lucha con esta revelación; ella continúa trabajando en S.H.I.E.L.D. mientras la agencia intenta derribar a Gideon Malick y luego a Hive, perdiendo a Garner en esta batalla. 

#### Entrenadora S.T.R.I.K.E y Framework
En la cuarta temporada, luego de la nueva legalización de S.H.I.E.L.D. y el nombramiento de Jeffrey Mace como director, May tiene la tarea de reconstruir y entrenar al nuevo equipo S.T.R.I.K.E. Durante una de sus misiones, Lucy Bauer la toca, una mujer con poderes fantasmales, que la vuelve paranoica. La agente Jemma Simmons y el aliado de S.H.I.E.L.D., Holden Radcliffe "curan" a May al matarla y revivirla. Antes de la victoria de S.H.I.E.L.D. en Eli Morrow, May fue incapacitada y secuestrada por la androide Aida de Radcliffe y fue reemplazada por un LMD de ella misma. Después de varios intentos de fuga, la mente de May está atrapada dentro de la Infraestructura, una realidad virtual donde vive como agente de Hydra. Con la ayuda de Skye (que ahora se conoce con su verdadero nombre Daisy Johnson) y Simmons, May finalmente escapa de la Infraestructura, solo para enfrentar la amenaza de Aida, ahora inhumana. Después de la derrota de Aida, May y los demás son enviados al año 2091 por una fuerza desconocida.

#### Futuro y Presente
En la quinta temporada, May y los demás se encuentran en el Faro, un búnker que solía contener al resto de la humanidad después de la destrucción de la Tierra. May es capturada por los Kree que gobiernan la estación y se envían a la superficie de la Tierra. Allí conoce a Robin Hinton, que había sido criada por May en su pasado. Descubriendo la forma de regresar al presente, May y los demás regresan al Faro y logran regresar al presente. Trabajan inmediatamente para evitar la destrucción de la Tierra, entran en conflicto con la General Hale de Hydra, y más tarde con una fuerza extraterrestre llamada Confederación. Después de su victoria sobre un Glenn Talbot mejorado con gravitonio, salvando así la Tierra, May se une a Coulson, que está muriendo, en sus últimos días en Tahití.

#### Parecido a Coulson
En la sexta temporada, May ayuda a lidiar con las amenazas que involucran al grupo de Sarge e Izel. Sarge la apuñala y la envía al otro lado, donde sobrevive y evita que tres de las personas de Izel desaten a su especie. Después de regresar a la Tierra, ella mata a Izel y se derrumba de sus heridas, mientras que Mack mata a Sarge. Simmons llega y coloca a May en una cápsula de estasis para que pueda recuperarse.

#### Guerra Chronicom
En la séptima temporada, May es curada por Enoch, un Chronicom y aliado de S.H.I.E.L.D., pero escapa de su cápsula de estasis sin su conocimiento. Después de su recuperación, parece no tener emociones. Yo-Yo Rodríguez y Simmons descubren que May ha perdido sus propias emociones, pero en cambio puede sentir las de los demás tocándolas. Después de infiltrarse en la nave Chronicom para salvar a la hermana de Daisy, Kora, May domina a Sybil, la líder de los cazadores Chronicom, y combina sus habilidades con las de Kora para magnificar un faro de empatía en el ejército Chronicom, deteniendo su asalto a S.H.I.E.L.D.

##### Nueva Vida
Tras la derrota de Sybil, un año después, May es profesora en la Academia Coulson de S.H.I.E.L.D.

### Cómics
Se unió al equipo de Phil Coulson para recuperar la espada Uru, una antigua arma que perteneció a Heimdall. Ella luchó contra un grupo de terroristas que estaban en posesión de ella y luego fue interrogada por María Hill.
Su siguiente tarea era proteger a Wiccan de un hombre que tenía balas especiales que podían dañar a los usuarios de magia. Con la ayuda de Bruja Escarlata, el equipo viajó a la Antártida para encontrar la fuente y logró derrotar a las personas que estaban haciendo las balas. Sin embargo, Dormammu tomó posesión de Leo Fitz y disparó a Bruja Escarlata. May tuvo que viajar a la Dimensión Oscura con Coulson y Jeremiah Warrick, un agente de S.H.I.E.L.D. con la cabeza de un búho. Ella luchó contra un ejército de Seres Sin Mente, pero fue superada en número. Ella fue testigo de cómo Hombre Absorbente derrotó a Dormammu después.
Más tarde, se pudo unir a Pájaro Burlón para sacar a un cirujano que estaba haciendo experimentos ilegales. Más tarde, Silk se puso en contacto con ella y Coulson para ayudarla, Hulk, Wolverine y finalmente Ghost Rider (Robbie Reyes) a luchar contra una criatura alienígena que estaba imitando poderes.

## En otros medios

### Serie web
- Vuelve a interpretar su papel en una de seis partes serie web titulada Agents of S.H.I.E.L.D.: Slingshot antes del comienzo de la cuarta temporada.

### Videojuegos
- Melinda May es un personaje jugable de DLC en Lego Marvel's Avengers.[6]
- Melinda May es un personaje secundario del personaje del Agente Coulson en Marvel: Future Fight.[7]